# Helena Morsztynówna
Helena Morsztynówna (ur. 23 kwietnia 1888 lub 1887 w Warszawie, zm. 22 maja 1954 w Nowym Jorku) – polska pianistka.

## Życiorys
Była córką Kazimierza Morsztyna, sekretarza konsulatu angielskiego w Warszawie, oraz Marii z d. Klemensowskiej. Jej bratem był Paweł Morstin. Prapradziadek Heleny, Mikołaj Malhomme, był Francuzem który osiadł w Polsce po wybuchu rewolucji francuskiej i przyjaźnił się jakoby z Mikołajem Chopinem. Uzdolnienia muzyczne wykazywała już jako dziecko, lekcje fortepianu pobierała u swojej babki Zofii Klemensowskiej z d. Malhomme, uczennicy Sigismunda Thalberga. Później była uczennicą Rudolfa Strobla. Około 1901 roku wyjechała do Wiednia, gdzie najpierw kontynuowała swoją edukację pianistyczną pod okiem Teodora Leszetyckiego, a od 1903 roku Emila von Sauera. W 1905 roku uzyskała dyplom Konserwatorium Wiedeńskiego wraz z nagrodą państwową dla najlepszych absolwentów. W 1902 roku debiutowała w Filharmonii Warszawskiej. W 1906 roku koncertowała w Wiedniu, Berlinie oraz na dworze królewskim w Madrycie. W kolejnych latach grała także w Wielkiej Brytanii, Francji i Włoszech. W latach 1907–1914 grywała również w miastach polskich: Warszawie, Krakowie, Poznaniu i Lwowie.
W trakcie I wojny światowej wyjechała do Włoch, gdzie osiadła na stałe w Cornigliano koło Genui. Była nauczycielką muzyki na włoskim dworze królewskim, przez wiele lat przyjaźniła się z księżną Marią Józefą. Koncertowała we Włoszech i innych krajach europejskich, a także w Egipcie i Indiach. W 1926 roku zagrała w Genewie na koncercie z okazji odsłonięcia pomnika Fryderyka Chopina w Warszawie. Od 1928 roku była wykładowczynią letnich kursów dla pianistów w Mac Phail School of Music w Minneapolis. W 1932 roku na zaproszenie polskiej delegacji w Lidze Narodów zagrała jako reprezentantka Polski na 3 koncertach w Genewie. W 1939 roku wyemigrowała do Stanów Zjednoczonych. Uczyła w Minneapolis oraz w Northern State Teachers College w Aberdeen w stanie Dakota Południowa, dawała też lekcje prywatne. Uczestniczyła w wydarzeniach organizowanych przez Fundację Kościuszkowską. Została pochowana na nowojorskim Calvary Cemetery. Po jej śmierci przy Fundacji Kościuszkowskiej powstał fundusz stypendialny jej imienia dla młodych pianistów, powstało też Koło Przyjaciół Heleny Morsztyn.
Specjalizowała się w wykonawstwie utworów Fryderyka Chopina, grała też dzieła J.S. Bacha, Domenico Scarlattiego, Ludwiga van Beethovena, Ferenca Liszta, Claude’a Debussy’ego, Francisa Poulenca i Heitora Villi-Lobosa. Przyjaźniła się z Ignacym Janem Paderewskim i Mieczysławem Horszowskim.